# بودفلد
بودفلد (به آلمانی: Bödefeld) یک منطقهٔ مسکونی در آلمان است که در اشمالنبرگ واقع شده است. بودفلد ۱٬۱۱۶ نفر جمعیت دارد.